# Wiktor Hamerski
Wiktor Hamerski (ur. 17 października 1864 we Lwowie, zm. 18 października 1940 tamże) – polski prawnik, w II Rzeczypospolitej prezes Oddziału Prokuratorii Generalnej we Lwowie, wykładowcy.

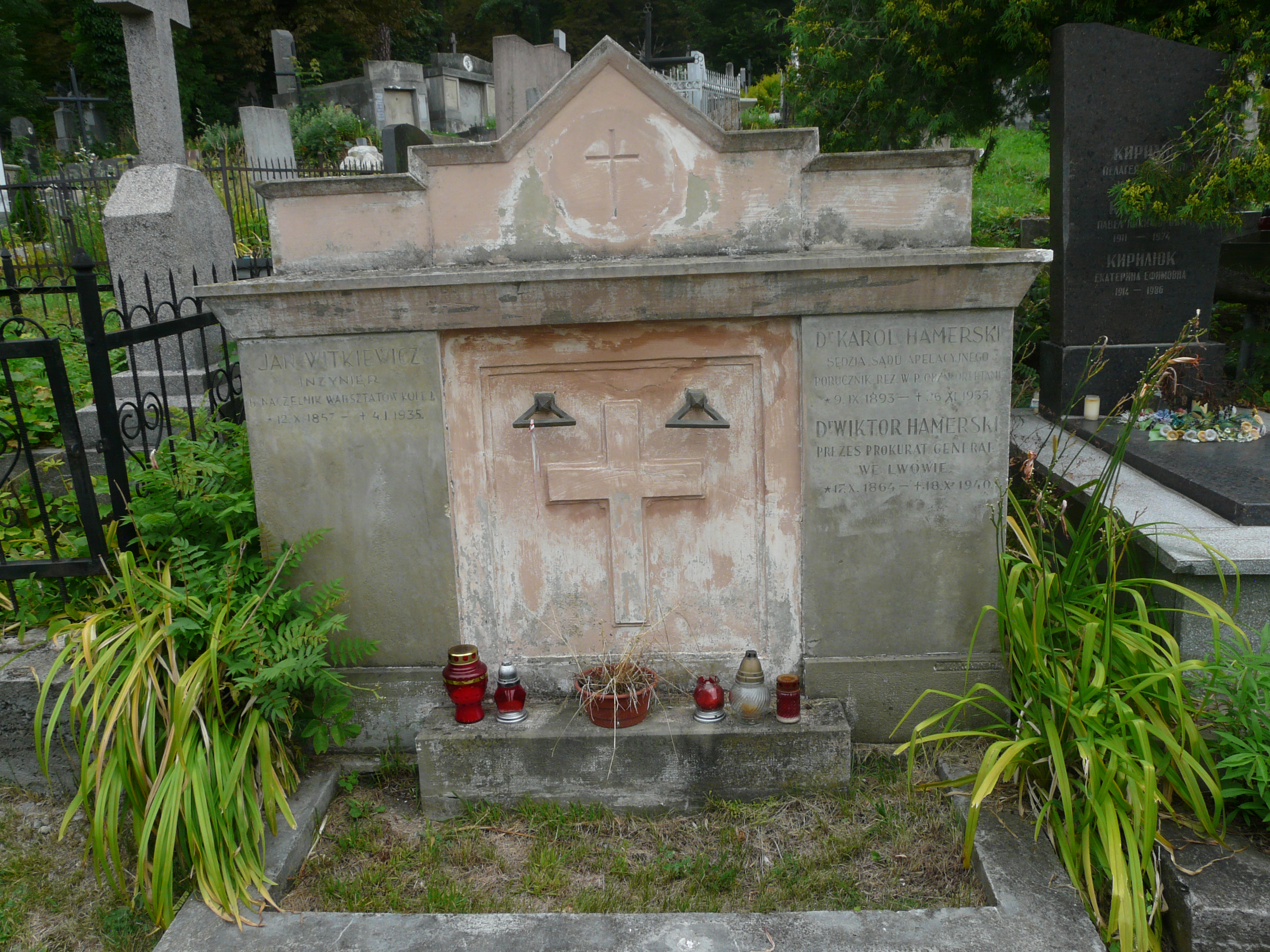
Grobowiec Wiktora Hamerskiego

## Życiorys
Po ukończeniu studiów prawniczych w okresie zaboru austriackiego w ramach autonomii galicyjskiej był zatrudniony w galicyjskiej Prokuratorii Skarbu. Po odzyskaniu przez Polskę niepodległości, w okresie II Rzeczypospolitej pełnił funkcję prezesa Oddziału Prokuratorii Generalnej we Lwowie. Wykładał prawo administracyjne na Wydziale Prawa Uniwersytetu Jana Kazimierza we Lwowie. Ponadto wykładał w Wyższych Kursach Ziemiańskich we Lwowie.
Po wybuchu II wojny światowej i agresji ZSRR na Polskę z 17 września 1939 zmarł 18 października 1940. Został pochowany w grobowcu rodzinnym na Cmentarzu Łyczakowskim we Lwowie (spoczął tam także Karol Hamerski 1893-1935). 
Jego synem był Edward Hamerski (1897-1941), lekarz i profesor weterynarii, ofiara mordu profesorów lwowskich.

## Ordery i odznaczenia
- Krzyż Komandorski Orderu Odrodzenia Polski (2 maja 1923)[3][4]